# Косенко, Александр Анатольевич
Александр Анатольевич Косенко (28 июня 1959, Киев — 14 февраля 2015, там же) — советский и украинский шашист и шашечный тренер, международный гроссмейстер (2002, по версии МАРШ), заслуженный тренер Украины. Двукратный чемпион УССР по русским шашкам (1977, 1980), тренер чемпионок мира Ольги Рейниш и Юлии Макаренковой.

## Биография
Александр Косенко начал заниматься шашками в 13 лет в Киевском дворце пионеров. Его первым тренером стал Владимир Давыдович Вайсер. Сайт Международной ассоциации русских шашек (МАРШ) сообщает, что всего через два года Косенко уже поделил 2—5 места в чемпионате УССР.
В 1977 году Александр Косенко завоевал звание чемпиона Украины по русским шашкам, на следующий год выиграв первенство ДСО «Буревестник». В 1980 году он вторично выиграл чемпионат УССР, а в дебютном для себя финале чемпионата СССР поделил 6—8 места с результатом +2, в частности обыграв многократного чемпиона страны Аркадия Плакхина.
Косенко зарекомендовал себя как сильный знаток теории, помнящий наизусть тысячи вариантов, дат и имён, а также как мастер молниеносной игры, в особенности при контроле 10 минут на 10 партий. В блице он брал верх, среди прочих, над Борисом Блиндером, Владимиром Голосуевым, Ростиславом Лещинским, Николаем Мищанским, Михаилом Рахуновым. По словам Виталия Габриеляна, в блице Косенко «удаётся за считанные минуты создавать шедевры».
Со временем, однако, он сильно сократил участие в очных соревнованиях, сосредоточившись на тренерской работе. Среди тех, с кем он работал, были чемпионки СССР и мира по шашкам — Алина Наумова, Ольга Рейниш, Юлия Вайнштейн (Макаренкова), более десятка чемпионов и чемпионок Украины, а также двукратный чемпион Беларуси Евгений Кондраченко. Министерством молодежи и спорта Украины ему было присвоено звание «Заслуженный тренер Украины».
В начале 2000-х годов Косенко вернулся в большие соревнования, сыграв в чемпионате мира по русским шашкам по версии МАРШ. В групповой части турнира он нанёс поражение экс-чемпиону мира по этой же версии, гроссмейстеру Владимиру Скрабову, а финальную часть завершил, набрав равное число очков с бронзовым призёром. По дополнительным показателям Косенко и Моня Норель поделили 5—6 места. В том же году Международной ассоциацией русских шашек Александру Косенко было присвоено звание международного гроссмейстера.
Александр Косенко внёс значительный вклад в популяризациию в «докомпьютерную эру» шашечного творчества таких известных игроков, как Борис Блиндер, Семён Натов, Исер Куперман, Марат Коган, Виктор Литвинович, подготовив и выпустив в свет их «Избранные партии». Им выпущен ряд теоретических изданий, в том числе по ленинградской защите, а в общей сложности за свою жизнь Косенко опубликовал самостоятельно или в соавторстве свыше 20 книг.
Александр Косенко скончался в Киеве в начале 2015 года на 56-м году жизни.